# تيم بوتز
تيم بوتز (بالألمانية: Tim Pütz) مواليد 19 نوفمبر 1987 في ألمانيا، هو لاعب كرة مضرب ألماني يلعب باليد اليمنى. أعلى تصنيف له في الفردي كان المركز الـ 163 في سنة 2015. أعلى تصنيف له في الزوجي كان المركز الـ 38 في سنة 2021م.

## النهائيات

### الفردي
| الحصيلة | الرقم | التاريخ       | الدورة          | الأرضية | المنافس        | النتيجة       |
| ------- | ----- | ------------- | --------------- | ------- | -------------- | ------------- |
| الوصافة | 1.    | 2 نوفمبر 2014 | إكنتال، ألمانيا | سجاد    | روبن باميلمانس | 6–7(3–7), 3–6 |

### الزوجي
| الحصيلة | الرقم | التاريخ        | الدورة            | الأرضية | الشريك         | المنافس                       | النتيجة       |
| ------- | ----- | -------------- | ----------------- | ------- | -------------- | ----------------------------- | ------------- |
| الفوز   | 1.    | 4 أغسطس 2013   | يبيريتش، التشيك   | صلبة    | رميز جنيد      | كولن إبلثيت لي هسين هان       | 6–0, 6–2      |
| الفوز   | 2.    | 10 نوفمبر 2013 | أورتيجي، إيطاليا  | صلبة    | كريستوفر كاس   | بنيامين بيكر دانييلي براشييلي | 6–2, 7–5      |
| الفوز   | 3.    | 6 أبريل 2014   | سانت بريوك، فرنسا | صلبة    | دومينيك ميفيرت | فيليب ماركس فيكتور بالودا     | 6–4, 6–3      |
| الوصافة | 1.    | 27 أبريل 2014  | شنتشن، الصين      | ترابية  | دومينيك مفرت   | صامويل غروث كريس جيوشيون      | 3–6, 6–7(5–7) |
| الفوز   | 4.    | 18 مايو 2014   | هايلبرون، ألمانيا | ترابية  | أندريه بيجمان  | جيسي هوتا جالانج رميز جنيد    | 6–3, 6–3      |
| الفوز   | 5.    | 22 فبراير 2015 | فروتسواف، بولندا  | ترابية  | فيليب بيتشنر   | فرانك دانسيفيك أندري كاباس    | 7–6(7–4), 6–3 |
| الوصافة | 2.    | 17 مايو 2015   | هايلبرون، ألمانيا | ترابية  | دومينيك ميفيرت | ماتيوز كوالتشيك إيغور زيليني  | 4–6, 3–6      |

## الخط الزمني للفردي
مفتاح
| ف | ن | ن.ن | ر.ن | د# | د.م | ل | أ.أ | ت | غ | ب | ف | ذ | م.خ | ل.ت |

(ف) فاز بالبطولة (ن) وصل النهائي (ن.ن) نصف النهائي (ر.ن) ربع النهائي (د#) الأدوار الأربعة الأولى (د.م) دور المجموعات (ل) شارك في كأس ديفيز (أ.أ) خرج من الأدوار الاولى (ت) خسر التصفيات التأهيلية (غ) غاب عن الحدث أو البطولة (ب) حصل على ميدالية برونزية (ف) حصل على ميدالية فضية (ذ) حصل على ميدالية ذهبية (م.خ) بطولة الماسترز خُفضت إلى مرتبة أقل (ل.ت) البطولة لم تعقد في السنة المعينة.
لتجنب الارتباك وازدواجية الحساب، يتم تحديث هذه المعلومات إما في نهاية البطولة، أو عندما تكون مشاركة اللاعب في البطولة قد انتهت.
| الدورة             | 2013 | 2014 | 2015 | 2016 | ف-خ |
| ------------------ | ---- | ---- | ---- | ---- | --- |
| دورات الجراند سلام |      |      |      |      |     |
| أستراليا المفتوحة  | غ    | غ    | د1   | غ    | 0–1 |
| فرنسا المفتوحة     | غ    | ت2   | ت3   |      | 0–0 |
| ويمبلدون           | غ    | د2   | ت1   |      | 1–1 |
| أمريكا المفتوحة    | ت1   | ت1   | غ    |      | 0–0 |
| فوز-خسارة          | 0–0  | 1–1  | 0–1  | 0–0  | 1–2 |
| إحصائيات المسيرة   |      |      |      |      |     |
| تصنيف نهاية العام  | 241  | 187  | 424  |      |     |

## روابط خارجية
- تيم بوتز على موقع رابطة محترفي التنس (الإنجليزية)
- تيم بوتز على موقع الاتحاد الدولي لكرة المضرب (الإنجليزية)
- تيم بوتز على موقع كأس ديفيز (الإنجليزية)
- تيم بوتز على موقع خلاصة التنس.كوم (الإنجليزية)
- تيم بوتز على موقع اللجنة الأولمبية الدولية (الإنجليزية)
- تيم بوتز على موقع أوليمبيديا (الإنجليزية)
- تيم بوتز على موقع اللجنة الأولمبية الألمانية (الألمانية)